# Pfefferstadt

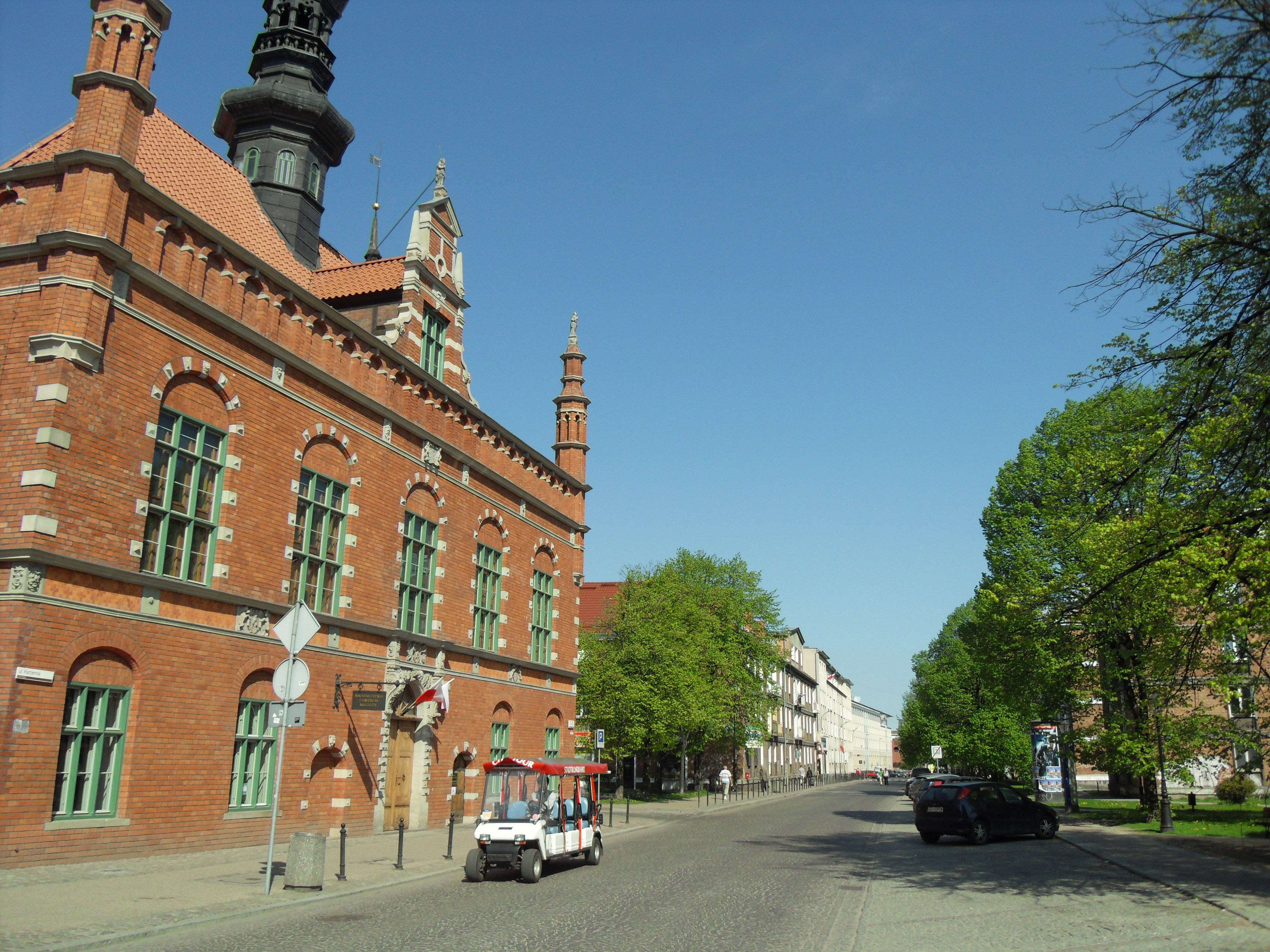
Ulica Korzenna

Pfefferstadt (polnisch Ulica Korzenna) ist eine Straße in Danzig. Sie liegt im westlichen Teil der Altstadt nördlich des Radaunekanals.

## Geschichte

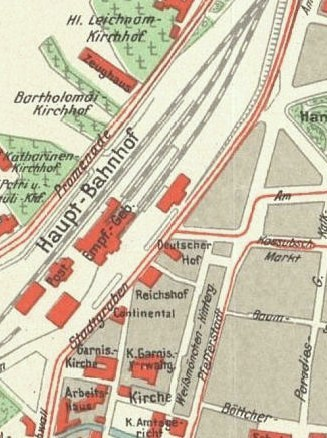
Stadtplan, um 1905

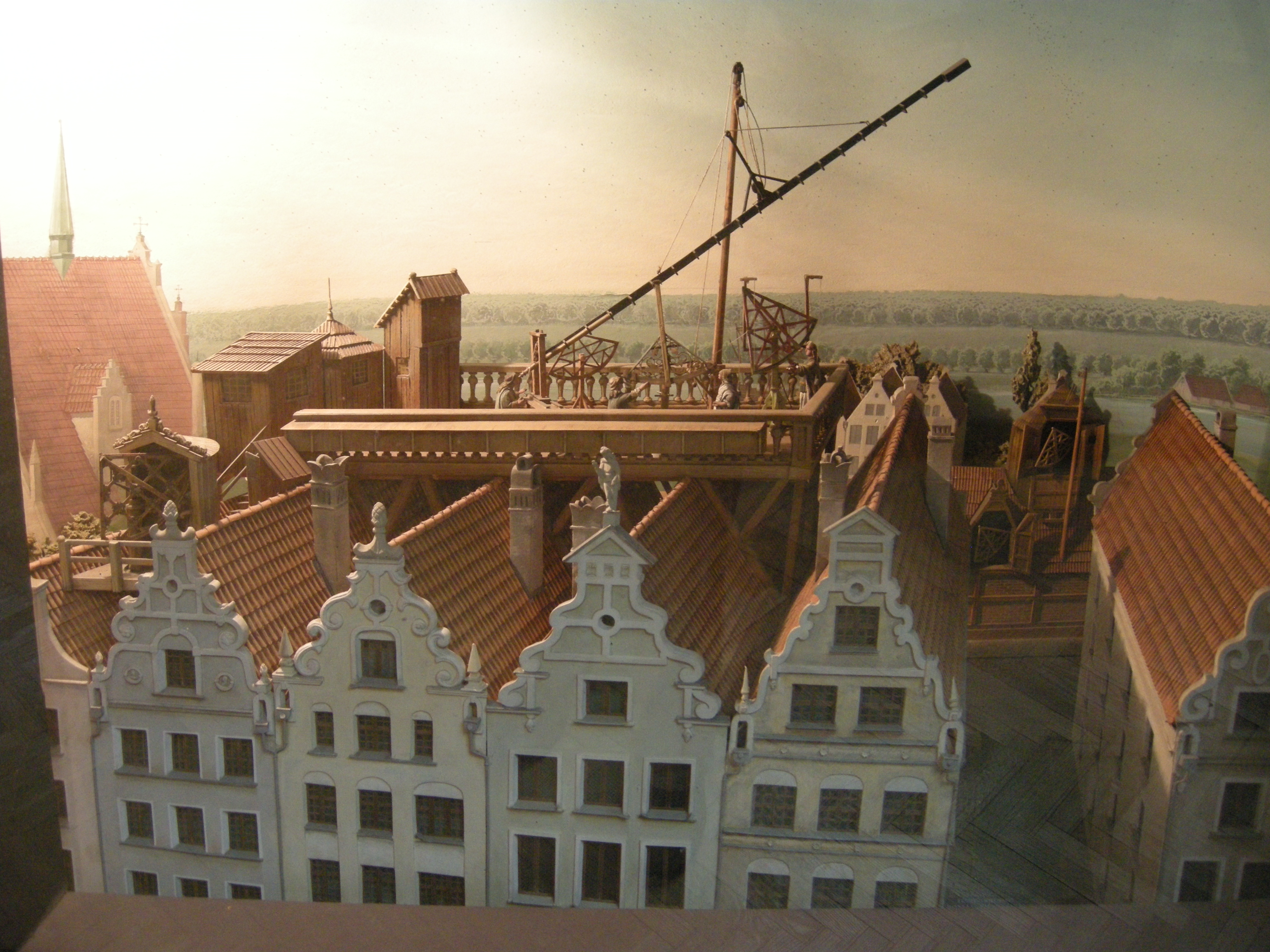
Modell des Observatoriums von Johannes Hevelius

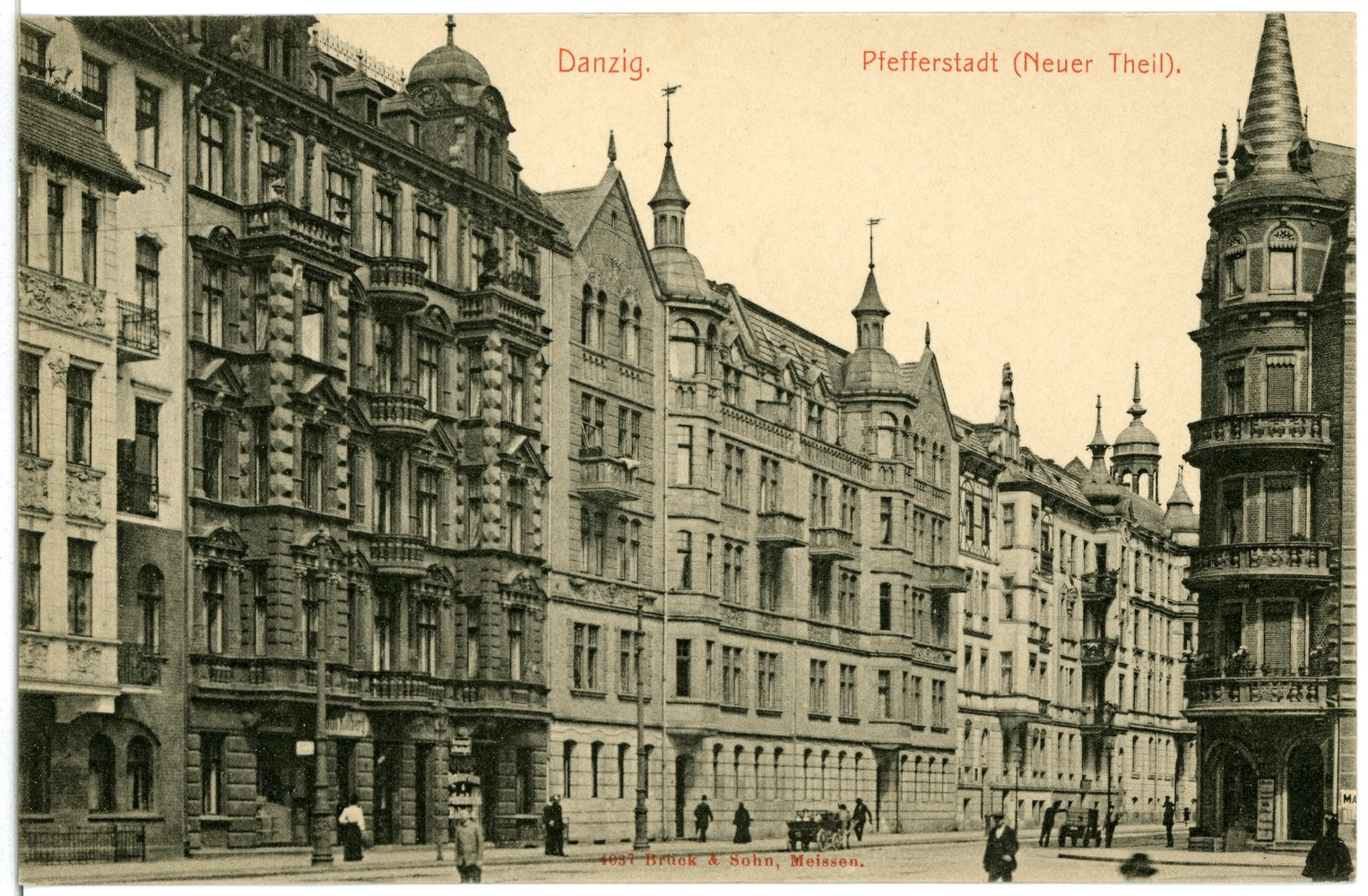
Pfefferstadt, 1903

Im 14. Jahrhundert wurde die Straße zu einem Zentrum der Altstadt. 1383 wurde das Altstädtische Rathaus neu gebaut. Von 1399 ist die älteste Erwähnung als Pfeffergasse erhalten. Der Name leitete sich offenbar von Gewürzhändlern ab, die zu den wohlhabendsten Kaufleuten der Stadt zählten. Seit dem 16. Jahrhundert wurde die Bezeichnung Pfefferstadt gebräuchlich.
Im 17. Jahrhundert baute der Astronom Johannes Hevelius ein Observatorium auf den Dächern seiner Häuser in der Pfefferstadt.
Im späten 19. Jahrhundert wurde die gesamte Straße mit neuen prächtigen Gebäuden bebaut. Sie gehörte in dieser Zeit zu den reichsten der Altstadt, stand in der Bedeutung aber hinter den wichtigen Geschäftsstraßen der Rechtstadt. Es gab Werkstätten, Brauereien, zwei Bankniederlassungen, zwei Hotels, Geschäfte, sowie Wohnungen von Kaufleuten, höheren und niedrigen Angestellten und Arbeitern, darunter einigen Eisenbahnmitarbeitern des nahegelegenen Hauptbahnhofs.
1945 wurde die Straße komplett zerstört. Es sind außer dem Rathaus keine historischen Gebäude erhalten. 2006 wurde ein neues Denkmal für den Astronomen Johannes Hevelius aufgestellt.